# Aldeia de Paio Pires
Aldeia de Paio Pires ist eine portugiesische Ortschaft und ehemalige Gemeinde (Freguesia) mit 13.342 Einwohnern (Stand 30. Juni 2011). Sie gehört zur Stadt Seixal und liegt damit am Lissabon gegenüberliegenden, südlichen Ufer der Mündung des Tejo (Margem Sul do Tejo). Die Fläche der ehemaligen Gemeinde beträgt 16,0 km².

## Geschichte
Der Ort bestand bereits im Jahr 1564. 1803 wurde Paio Pires eine eigenständige Gemeinde. Nach der Liberalen Revolution 1822 und dem folgenden Miguelistenkrieg wurde nach einigem Vorlauf dann 1836 der Kreis von Seixal geschaffen, zu dem die Gemeinde Paio Pires seit 1835 administrativ gehörte.
Die Ansiedlung kleinerer Industriebetriebe vor allem ab 1881 brachte dem Ort einige Entwicklung. Mit der verstärkten Industrialisierung des Kreises Seixal, insbesondere der Eröffnung des Stahlwerks Siderurgia Nacional 1961, wuchs auch Paio Pires weiter.
Im Zuge der administrativen Neuordnung in Portugal zum 29. September 2013 wurde die Gemeinde Aldeia de Paio Pires mit den Gemeinden Arrentela und Seixal zur neuen Gemeinde União das Freguesias do Seixal, Arrentela e Aldeia de Paio Pires zusammengeschlossen. Hauptsitz der neuen Gemeinde wurde Seixal.

## Ortsname
Aldeia de Paio Pires (Portugiesisch für: Dorf des Paio Pires) bezieht sich auf Paio Peres Correia. Er war Großmeister des Santiagoordens, dem der hiesige Landstrich gehörte. Im Ort ist eine Statue für den Namensgeber aufgestellt.
Der Ort wird oft einfach nur Paio Pires genannt.